# Петриня

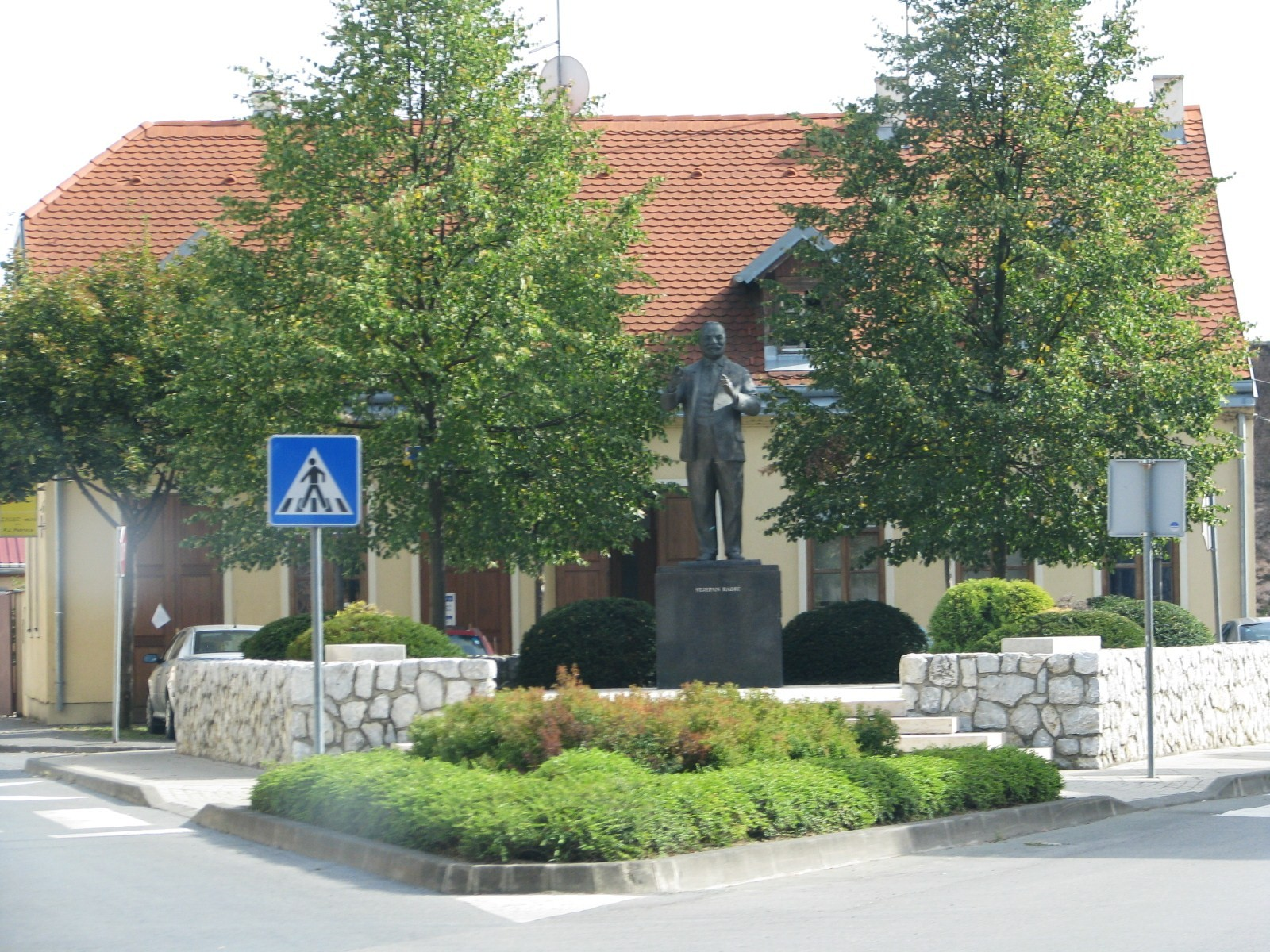
Памятник Степану Радичу

Пе́триня (хорв. Petrinja) — город в Хорватии, в центральной части страны. Третий по величине город Сисацко-Мославинской жупании после Сисака и Кутины. Население — 15683 человек (2011), из них 84,8 % хорватов, 11 % сербов.

## Общие сведения
Петриня расположена на юго-восток от Загреба (расстояние до столицы — 50 километров), в 10 километрах к юго-западу от Сисака. 
В 20 километрах к юго-западу от Петрини находится город Глина.
Через город протекает небольшая речка Петриньчица, в километре от города впадающая в Купу. Через город проходит железная дорога Сисак — Карловац и автомобильные дороги Загреб — Хрватска-Костайница и Сисак — Глина, соединяющие Петриню со всеми соседними городами.
Петриня находится в историческом регионе Бановина на широкой, равнинной и плодородной долине нижней Купы, поэтому здесь исторически было развито сельское хозяйство.
К западу от Петрини находится Петрова гора, бывшая гора Гвозд. Нынешнее имя гора получила после смерти в 1097 году в битве на горе Гвозд последнего хорватского короля Петара Свачича.

## История
Первое упоминание о городе относится к 1240 году, в XV веке власть над Петриней перешла от князей Благайских, одной из могущественных хорватских фамилий, к Загребу. В конце XVI века Петриня была оккупирована турками, в начале XVII века регион был отвоёван австрийской армией. После установления границы по Саве Петриня вошла в состав Военной Границы, крепость в Петрине служила одним из вспомогательных бастионов крепости в Сисаке. В XVIII и XIX веках город интенсивно развивался, в 1744 году здесь была основана мясоперерабатывающая фабрика, в XIX веке в городе существовала уже развитая сеть предприятий пищевой промышленности.
Петриня сильно пострадала в гражданской войне 90-х годов XX века. В 1991 году она была занята войсками самопровозглашённой Сербской Краины, в ходе боёв множество городских строений было разрушено. Хорватское население, составлявшее около 44 % населения, было изгнано, главная достопримечательность города — церковь св. Ловро, построенная в 1810 году, была взорвана сербами. В 1995 году в ходе операции «Буря» (Oluja) Петриня была отвоёвана хорватами и воссоединена с остальной страной, в результате город покинуло сербское население, до войны составлявшее около 45 % его жителей. Некоторые из них вернулись после 1998 года.
Восстановление города к настоящему времени практически закончено, церковь св. Ловро воссоздана по старым чертежам.
29 декабря 2020 года произошло сильное землетрясение магнитудой 6,4, которое нанесло городу значительный ущерб.

## Знаменитые жители
В Петрине последние годы своей жизни провел Фране Селак, считающийся самым везучим человеком в мире.